# Рахово (Ленинградская область)
Рахово — деревня в Будогощском городском поселении Киришского района Ленинградской области.

## История
Деревня Рахова упоминается на специальной карте западной части России Ф. Ф. Шуберта 1844 года.

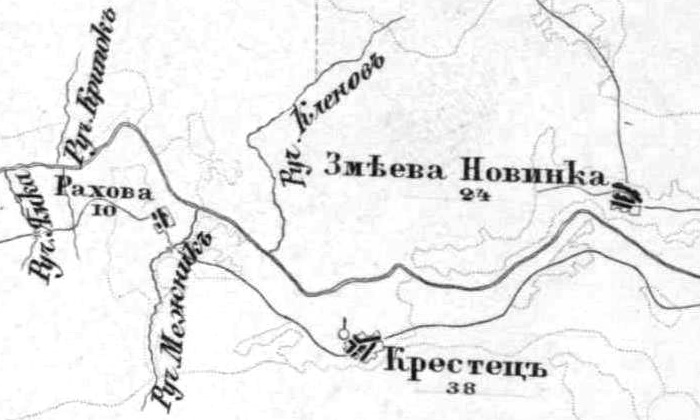
Деревня Рахово на карте Ф. Ф. Шуберта 1872 года

Согласно карте Ф. Ф. Шуберта 1872 года деревня называлась Рахова и насчитывала 10 крестьянских дворов.

РАХОВО — деревня Раховского сельского общества, при реке Шарье. Прихода села Клинкова
 
Дворов крестьянских — 18, в том числе бобыльских — 1. Строений — 67, в том числе жилых — 24.  

Число жителей по семейным спискам 1879 г.: 56 м. п., 60 ж. п.; по приходским сведениям 1879 г.: 60 м. п., 69 ж. п.

В конце XIX века деревня административно относилась к Грузинской волости 1-го стана, в начале XX века — Грузинской волости 2-го стана 2-го земского участка Новгородского уезда Новгородской губернии.

РАХОВО — деревня Раховского общества, дворов — 30, жилых домов — 47, число жителей: 78 м. п., 81 ж. п. 

Занятия жителей — земледелие, лесные заработки, фабрика. Сплавная река Шарья. Часовня, водяная мельница. (1907 год)

Согласно карте Петроградской и Новгородской губерний 1915 года деревня называлась Рахова и насчитывала 10 крестьянских дворов.
С 1917 по 1927 год деревня Рахово входила в состав Оскуйской волости Новгородского уезда Новгородской губернии.
С 1927 года в составе Крестецкого сельсовета Будогощенского района.
В 1928 году население деревни Рахово составляло 150 человек.
С 1932 года в составе Киришского района.

Деревня Рахово на карте 1932 года

Согласно карте Ленинградской области Северо-западного аэрогеодезического треста ГГУ издания 1932 года деревня насчитывала 16 крестьянских дворов.
По данным 1933 года деревня назывась Роково и входила в состав Крестецкого сельсовета Киришского района.
Согласно переписи населения СССР 1939 года в деревне Рахово проживали 46 мужчин и 42 женщины, всего 88 человек.
С 1963 года в составе Волховского района.
С 1965 года вновь в составе Киришского района. В 1965 году население деревни Рахово составляло 57 человек.
По данным 1966 года деревня Рахово также входила в состав Крестецкого сельсовета.
По данным 1973 и 1990 годов деревня Рахово входила в состав Будогощского сельсовета.
В 1997 году в деревне Рахово Будогощской волости проживали 12 человек, в 2002 году — 7 (все русские).
В 2007 году в деревне Рахово Будогощского ГП проживали 2 человека, в 2010 году — 7.

## География
Деревня расположена в юго-восточной части района на автодороге 41К-115 (Кириши — Будогощь — Смолино).
Расстояние до административного центра поселения — 14 км.
Расстояние до ближайшей железнодорожной станции Будогощь — 13 км.
Деревня находится на левом берегу реки Шарья.

## Демография
| 1879 | 1907 | 1928 | 1965 | 1997 | 2002 | 2007 |
| ---- | ---- | ---- | ---- | ---- | ---- | ---- |
| 116  | ↗159 | ↘150 | ↘57  | ↘12  | ↘7   | ↘2   |
| 2010 | 2017 |      |      |      |      |      |
| ↗7   | ↘5   |      |      |      |      |      |

Согласно данным Всероссийской переписи населения 2021 года в деревне постоянного населения не было.

## Улицы
Красивая, Центральная.